# Laterculus
Laterculus (latín, plural: laterculi) es el nombre dado en la Antigüedad tardía y la Alta Edad Media a una losa o tablilla de piedra o terracota inscrita que se utilizaba para difundir cierto tipo de información dispuesta en forma de lista o calendario. De este modo, el término pasó a designar el contenido representado por una inscripción de este tipo, en la mayoría de los casos una lista, un registro o una tabla, independientemente del soporte en el que se publicara. Así, una lista de soldados de una unidad militar romana, por ejemplo de los reclutados o licenciados en un año determinado, puede denominarse laterculus, un ejemplo del cual se encuentra en una inscripción de Vindonissa. El término griego equivalente es plinthos (πλίνθος; véase plinto para el uso arquitectónico).
Un tipo común de laterculus era el computus, una tabla que calcula la fecha de Pascua, por lo que laterculus equivaldría a menudo a fasti. Isidoro de Sevilla decía que un ciclo de calendario debería llamarse laterculus "porque tiene los años ordenados por filas", es decir, en una tabla.

## Principaleslaterculi
Entre los laterculi conocidos destacan:
- Laterculi Alexandrini, lista establecida en el siglo II a. C. o siglo I a. C., probablemente en Alejandría donde se enumeran las siete maravillas del mundo antiguo, así como, siempre en número siete, los accidentes geográficos, artistas o generales más importantes conocidos en la época ptolemaica.[7]
- Laterculus Veronensis, lista de provincias romanas de la época de los emperadores romanos Diocleciano y Constantino I.
- Laterculus Malalianus, exégesis histórica de finales del siglo VII sobre la vida de Cristo procedente de la Chronica Minora de los Monumenta Germaniae Historica, extraída de la Chronographia de Juan Malalas y denominada así por Theodor Mommsen, aunque sólo una parte relativamente pequeña del texto adopta la forma de lista (abarca los emperadores romanos desde Augusto hasta Justino II).[8]
- Laterculus regum Ovetensium, crónica compuesta a comienzos del reinado de Alfonso II el Casto, siglo VIII.
- Laterculus regum Vandalorum et Alanorum,[9] lista de los reyes vándalos[10] basado en la opinión de Mommsen en los diplomas o, alternativamente, en gran medida en la versión africana de la Crónica de Próspero de Tiro.[11]
- Laterculus regum Visigothorum, lista de los reyes visigodos.[12]
- Laterculus Polemii Silvii, lista de los emperadores romanos y de las provincias del Imperio por Polemio Silvio.[13]